# Oliva de la Frontera
Oliva de la Frontera és un municipi de la província de Badajoz, a la comunitat autònoma d'Extremadura.